# Грб Котора
Грб Котора је званични грб црногорске општине Котор, усвојен 16. фебруара 2009. године.

## Опис грба
Грб општине састоји се од сребрног штита, подељеног на три поља. Ова три поља садрже:
- Лик Светог Трифуна, заштитника града;
- Камену кулу, заједно са грудобранима и отвореним вратима;
- Пропети Црвени лав.

Град је током историје био под контролом Рима, Византије, а затим и српских, угарских, те млетачких владара. Аустроугарска је 1797. купила овај град, а 1814. град је и званично постало дио Аустроугарске. Од 1918. град је под контролом Југославије, а након распада ове државе дио независне Црне Горе. Три мања грба у штиту су историјски грбови Котора из различитих периода.
Штит је крунисан златном бедемском круном која има три видљива грудобрана. Окружен је са два златна лава који држе штит, а испод штита стоје двије зелене гранчице ловора и са и двобојна лента окренута на златно, са црвеним наличјем. На ленти стоји натпис: COMMUNITAS CIVITATIS CATHARI (лат.: „Заједница грађана Катари“), што је древни латински назив за општину Котор.
Застава Котора има двије боје, бијелу и црвену, са мањим грбом општине у средини.
Грб и заставу је креирао Срђан Марловић (аутор грбова Бара, Подгорице, Херцег Новог).